# Просто Мария (телесериал, 1989)
«Просто Мария» (исп. Simplemente María) — мексиканский телесериал 1989 года. Производство компании «Televisa», продюсер Валентин Пимштейн. В России впервые демонстрировался на 1 канале Останкино с 9 марта 1993 года по 5 апреля 1994 года.

## Административная и техническая группы
- оригинальный текст — Селия Алькантара
- либретто — Карлос Ромеро
- телевизионная версия — Валерия Филипс
- адаптация — Габриэла Ортигоса, Кари Фахер
- главный редактор — Альберто Карденас Вальдес
- литературный координатор — Лурдес Барриос
- литературный редактор — Росарио Велисия
- ответственный редактор — Альберто Карденас Вальдес
- редактор — Клаудио Гонсалес
- режиссёры-постановщики — Беатрис Шеридан, Артуро Рипштейн
- операторы-постановщики — Эрнесто Арреола, Мануэль Руис Эспарса, Габриэль Васкес Бульман
- композиторы — Хосе Антонио «Потро» Фариас, Франсиско «Пако» Наваретте
- вокал — Франсиско «Пако» Наваретте, Вивиана Пимштейн, Куко Санчес
- музицирование — Марио Баррето
- дизайн имиджа артистов — Televisa San Angel
- костюмы для съёмок — Televisa San Angel
- параметры для съёмок — Росальба Сантойо
- сценография — Рауль Леаль
- художница пр костюмам — Ракель Парот
- генеральный продюсер — Валентин Пимштейн
- ассоциированные продюсеры — Вероника Пимштейн, Сальвадор Мехия Алехандре
- администраторы по диалогам — Артуро Гарсия Тенорио, Мерседес Паскуаль
- контроль за игрой актёров — Беатрис де Анда
- координатор производства — Никандро Диас Гонсалес
- менеджер по производству — Паулина Виеска Асуэла
- надзор на съёмочной площадке — Игнасио Сада Мадеро
- начальник по местам съёмок — Хосе Амбрис
- распределение ролей среди актёров — Артуро Гисар

## Версии
Данный телесериал является шестым ремейком аналогичного телесериала. В 2015 году телекомпания Televisa сняла седьмой ремейк в Латинской Америке и второй ремейк в Мексике с одноимённым названием. Список версий:
1. Аргентина, 1967 год — теленовелла «Simplemente Maria» (оригинальная, первая версия)
2. Перу, 1969 год — «Simplemente Maria» c Саби Камалич (Мария Рамос), Рикардо Блюме (Роберто Кариде) и Браулио Кастильо (маэстро Эстебан Пикаротти)
3. Бразилия, 1970 год — «Simplesmente Maria» c Ионой Магальянс (Мария) и Карлосом Альберто (Эстебан)
4. Венесуэла, 1972 год — «Simplemente Maria» c Кармен Хулией Альварес (Мария) и Эдуардо Серрано (маэстро Эстебан)
5. Аргентина, 1979 год — «Rosa… de lejos» с Леонор Бенедетто и Хуаном Карлосом Дуаль
6. Россия-Украина, 2013 год — «Поцелуй» с Алёной Криг (Наталья Бондарчук) и Иваном Колесниковым (Дмитрий Ворошилов), являющееся адаптацией телесериала «Просто Мария»
7. Мексика, 2015-16 гг. — «Просто Мария» с Клаудией Альварес (Мария) и Хосе Рон (Алехандро)

## Печатный вариант ремейков-продолжений
Ещё несколько издательств выпустило книги «Просто Мария-2», «Просто Мария-3», «Просто Мария-4», «Просто Мария-5», «Прости, Мария» и «Новые истории Просто Марии».

## Интересные факты
- В 27 серии телесериала «Просто Мария» во время празднования дня рождения Хосе Игнасио звучит песня из заставки телесериала «Счастливые годы» (1984)[6][источник?].
- В оригинальной версии телесериала «Просто Мария» — 150 серий, но в русскоязычном дубляже сохранилось лишь 143 серии. 7 серий уничтожены пожаром во время штурма ТЦ «Останкино» во время штурма Белого дома, и поэтому серии были перенумерованы в срочном порядке[источник?]. В 2000 году сохранившиеся плёнки с сериалом оцифровали на DVD, но некоторые диски размагнитились в конце их записи и в результате были утеряны последние 10 минут записи[источник?]. Благодаря записи серии 144 с канала ТВ-6 звук дубляжа Останкино в её концовке восстановлен[источник?].
- Из-за вставки рекламных роликов на «Первом канале», в дублированные серии не был включён ряд сцен из оригинальной версии[значимость факта?][источник?].

## Награды и премии

### TVyNovelas(1990)
Сериал «Просто Мария» номинирован на 4 премии, но ни в одной из них сериал не победил.
- Лучшая теленовелла — Валентин Пимштейн.
- Лучшая главная женская роль — Виктория Руффо.
- Лучшая главная мужская роль — Мануэль Саваль.
- Лучшая злодейка — Габриэла Гольдсмит.